# Jardines de la Victoria (Córdoba)
Los jardines de la Victoria son unos jardines públicos localizados en Córdoba, España. Estos jardines están situados entre dos grandes avenidas; el paseo de la Victoria y la avenida República Argentina. Recibe su nombre del convento de Nuestra Señora de la Victoria, antiguo convento demolido en el siglo XIX.

## Historia
Los jardines o campo de la Victoria tienen su origen en 1776 cuando el corregidor Francisco Carvajal y Mendoza concibe el proyecto de crear unos espaciosos jardines a las afueras del casco histórico, en línea con los alineamientos y proyectos urbanísticos que se estaban llevando en otras muchas ciudades españolas y por supuesto europeas. Para crear los jardines o alameda del campo de la Victoria, mandó allanar los montículos de terreno existentes junto al convento de Nuestra Señora de la Victoria.
Corregidores sucesivos fueron modificando los jardines de la Victoria, destacando la reforma llevada a cabo en 1854 por parte del alcalde Francisco de Paula Portocarrero, haciendo en el centro un espacioso salón, con asientos de piedra negra y respaldos de hierro.
En el año 1865 y con la necesidad por parte del ayuntamiento de la ciudad de incrementar el espacio destinado a la Feria de Nuestra Señora de la Salud, el consistorio compró el convento de Nuestra Señora de la Victoria para su demolición.
Los jardines fueron adecentados con nuevas plantaciones, cuya parte norte está dedicada al escritor cordobés Duque de Rivas, y una pérgola de estilo neoclásico obra del arquitecto Carlos Sáenz de Santamaría, terminada en 1929.

## Puntos de interés
Dentro de los jardines cabe destacar dos instalaciones recientemente remodeladas, se trata de la antigua caseta del Círculo de la Amistad, hoy mercado Victoria, y del quiosco de la música, así como una pequeña fuente modernista de principios del siglo XX. Hoy día la Pérgola se ha convertido en una sala de exposiciones así como una cafetería bar.

### Mercado Victoria

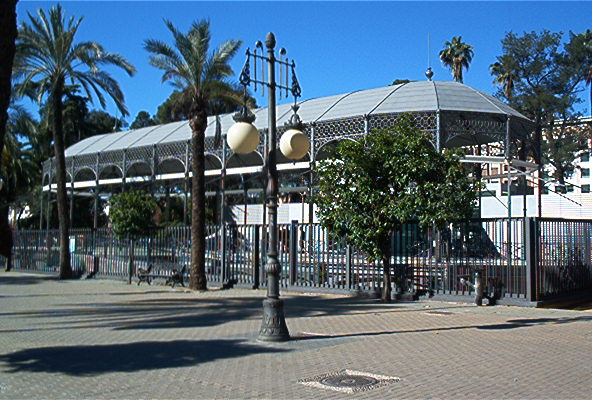
Mercado Victoria

El mercado Victoria, anteriormente conocido como la Caseta del Círculo de la Amistad, es una estructurada de forjado cubierta de zinc que se levantó en el Paseo de la Victoria como caseta de feria para los socios del Círculo de la Amistad, siendo una concesión del ayuntamiento de la ciudad. El forjado fue realizado por la fundición sevillana La Catalana. Creada en 1877 carece de paredes las cuales eran creadas a través de lonas tal y como ocurría con otras casetas de la época y sigue ocurriendo en la actualidad. En el año 1918, se añade un cuerpo de obra de fábrica de una planta diseñado por el arquitecto Adolfo Castiñeyra, con un estilo pseudomudéjar. Fue de uso del Círculo de la Amistad hasta el año 1994, año en el que la feria dejó el Paseo de la Victoria para mudarse a El Arenal.
En abril de 2004, el Ayuntamiento de Córdoba comenzó la rehabilitación de lo que sería el futuro mercado Victoria, nombre con el que se la conoce actualmente. Su primera fase contó con un presupuesto de 627 120 euros, mientras que para la segunda es de 1 107 412 euros. En marzo de 2007 finalizaron las obras de remodelación. Cuenta con una superficie total de 830 metros cuadrados.

### Kiosco de la Música

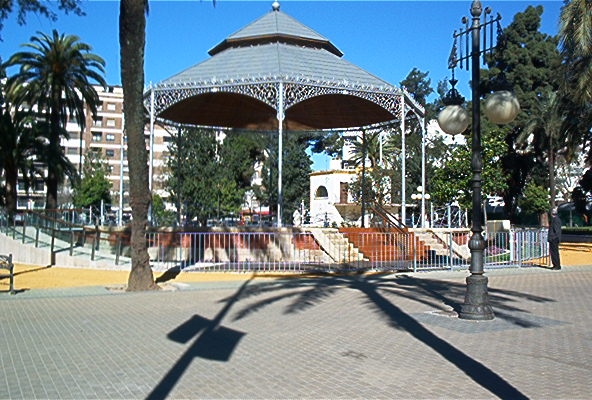
Quiosco de la música

El Kiosco de la Música es un templete destinado a dar recitales musicales. Se encuentra situado en los jardines de la Victoria, habiendo sido recientemente remodelado. Las obras de remodelación acabaron en marzo de 2007.

### Fuente modernista
Se trata de una fuente de estilo modernista ubicada en el centro de los jardines de la Victoria, a espaldas del Kiosco de la Música.
Construida en la primera década del siglo XX, en mármol gris, está formada por una taza circular guarnecida con incrustaciones rectangulares de mármol rosa. En el centro tiene un pedestal en forma de ánfora con guirnaldas, sostenida por dos figuras recostadas de atlantes. A los lados del ánfora, dos mascarones en relieve vierten a la taza el agua que mana de sus bocas.

### Pérgola

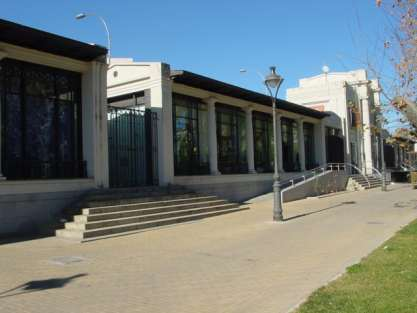
Pérgola

La Pérgola se encuentra en la zona norte de los jardines de la Victoria, dedicada al Duque de Rivas. De estilo neoclásico esta obra del arquitecto Carlos Sáenz de Santamaría fue terminada en el año 1930.
Recientemente ha sufrido una profunda remodelación, alojando en la actualidad un restaurante y una cafetería en su interior.

## Flora
Algunos de los árboles presentes en los jardines son el aligustre, el algarrobo, el árbol del amor, la casuarina, la palmera datilera, el pino canario, la palmera washingtonia y el tejo.